# بلقاء أليفة الجفاف
ملالوكا أليفة الجفاف (الاسم العلمي:Melaleuca xerophila) هي نوع من النباتات تتبع جنس الملالوكا من فصيلة الآسية. تم وصف هذا النوع من النبات علمياً لأول مرة من قبل براين ألوين بارلو سنة 1988.